# Župa, Trbovlje
Župa este o localitate din comuna Trbovlje, Slovenia, cu o populație de 113 locuitori.